# Astroloba bullulata
Astroloba bullulata är en grästrädsväxtart som först beskrevs av Nikolaus Joseph von Jacquin, och fick sitt nu gällande namn av Antonius Josephus Adrianus Uitewaal. Astroloba bullulata ingår i släktet Astroloba och familjen grästrädsväxter. Inga underarter finns listade i Catalogue of Life.